# Souha Bechara
Souha Fawaz Bechara (en arabe : سهى فواز بشارة), née le 15 juin 1967, à Beyrouth (Liban), connue également sous les noms de Souha Bechara ou Soha Bechara, est une militante communiste libanaise qui, à l'âge de vingt ans, fut arrêtée puis détenue dans la prison clandestine de Khiam pour avoir tenté d'assassiner le général Antoine Lahd de l'Armée du Liban Sud.

## Biographie
Souha Bechara grandit dans une famille chrétienne orthodoxe dans le village de Deir Mimas. Son père, Fawaz Bechara, est membre du Parti communiste libanais, que Souha rejoint elle-même en 1982, l'année où Israël envahit le Liban. Elle est active au sein des instances du parti, du Front national de la résistance libanaise, ainsi que dans l'Union de la jeunesse démocratique libanaise. Elle s'engage aussi à la Croix-Rouge libanaise.
Souha Bechara quitte l'université en 1987 et commence une activité militante. Elle est chargée d'assassiner le général Antoine Lahd, le chef de l’Armée du Liban Sud, une milice collaborant avec l'occupant. Elle part alors pour le sud, se présente à la famille de Lahd comme professeur d'aérobic pour son épouse Minerva. Peu à peu, elle se lie avec les membres de la famille et leur rend sans cesse visite.
Pour préserver la vie de la famille du général, elle prend le risque d'utiliser un revolver plutôt que des explosifs. Le soir du 17 novembre 1988, Minerva Lahad invite Souha Bechara pour le thé. Bechara reste jusqu'à l'arrivée d'Antoine Lahad. Alors qu'elle s'apprête à partir, elle tire sur Lahad avec un revolver 5,45 mm. Il reçoit deux balles dans la poitrine ; Bechara jette l'arme avant d'être arrêtée par les gardes de Lahad. Le général libanais est transporté à l'hôpital, où il passe huit semaines, souffrant de complications graves — comme la paralysie de son bras gauche — puis survit à cette tentative d'assassinat.
Bechara est détenue sans procès par les hommes de Lahad à la prison clandestine de Khiam pendant dix ans, dont six en isolement. Elle est régulièrement électrisée et torturée, mais ne fait pas le moindre aveu à ses geôliers. Enfermée dans une cellule minuscule, elle était aussi parfois placée dans un cachot de la taille d’un réfrigérateur pendant des semaines. En outre, elle était confrontée aux menaces des représailles sur ses proches. Sa mère a été conduite en prison pour subir des tortures et assister aux siennes. 
Elle est libérée en 1998, à la suite d'une importante campagne internationale. 
En 2000, elle est retenue pour le prix Kadhafi des droits de l'homme.
En 2003, elle publie son autobiographie, Résistante, dans laquelle elle raconte sa vie au Liban avant et après l'attentat manqué. En 2014, elle publie La fenêtre - Camp de Khiam avec la journaliste Cosette Ibrahim, elle aussi ancienne prisonnière pendant le conflit.

## Souha Bechara dans l'art et la culture
L'histoire de Souha Bechara a notamment inspiré le dramaturge canadien d'origine libanaise Wajdi Mouawad pour sa pièce Incendies, dans laquelle une jeune femme nommée Nawal est emprisonnée dans la prison de « Kfar Ryat » pour avoir tué « le chef de toutes les milices ». Cette pièce a ensuite été adaptée au cinéma dans le film du même nom réalisé par Denis Villeneuve et sorti en 2010.
Randa Chahal lui consacre un film en 2001, Souha survivre à l'enfer.
En outre, le court métrage documentaire Everything and Nothing de Jayce Salloum (2001) est constitué d'une entrevue de Souha Bechara à Paris, après sa libération.